# Sompeta
Sompeta là một thị trấn thống kê (census town) của quận Srikakulam thuộc bang Andhra Pradesh, Ấn Độ.

## Địa lý
Sompeta có vị trí 18°56′B 84°36′Đ / 18,93°B 84,6°Đ Nó có độ cao trung bình là 8 mét (26 feet).

## Nhân khẩu
Theo điều tra dân số năm 2001 của Ấn Độ, Sompeta có dân số 17.390 người. Phái nam chiếm 49% tổng số dân và phái nữ chiếm 51%. Sompeta có tỷ lệ 63% biết đọc biết viết, cao hơn tỷ lệ trung bình toàn quốc là 59,5%: tỷ lệ cho phái nam là 72%, và tỷ lệ cho phái nữ là 54%. Tại Sompeta, 11% dân số nhỏ hơn 6 tuổi.